# Oberirsen
Oberirsen ist eine Ortsgemeinde im Landkreis Altenkirchen (Westerwald) in Rheinland-Pfalz. Sie gehört der Verbandsgemeinde Altenkirchen-Flammersfeld an.

## Geographische Lage
Der Hauptort Oberirsen liegt im Tal des Scharfenbachs zwischen Rimbach im Norden und Marenbach im Westen. Nachbarorte sind Wölmersen im Südosten und Birnbach im Süden. Rimbach grenzt im Norden an Mittelirsen im Leuscheider Land, das bereits in Nordrhein-Westfalen liegt.
Zu Oberirsen gehören die Ortsteile Marenbach und Rimbach.

## Geschichte
Die Gemeinde Oberirsen besteht seit 1969 aus den bis dahin selbstständigen Dörfern Oberirsen, Marenbach und Rimbach. Im Volksmund wird die Familie dieser Dörfer als Im Grund bezeichnet. Ursprünglich existierte noch das Dorf Hottenseifen, das im Bereich des heutigen Ortsausgangs in Richtung Wölmersen lag. Hottenseifen ist aber schon Ende des 17. Jahrhunderts in Oberirsen aufgegangen.
Es wird angenommen, dass die Besiedlung bereits in der Zeit zwischen dem 6. und 9. Jahrhundert erfolgte und daraus die Dörfer entstanden sind. Landesherren wurden dann die Grafen von Sayn. Die kirchliche Hoheit besaß das Cassius-Stift in Bonn, denn von Beginn an gehörten die Dörfer Oberirsen, Rimbach, Marenbach sowie Hottenseifen zum Kirchspiel Birnbach, das schon 1131 laut einer päpstlichen Urkunde im Besitz des Bonner Stiftes war.
Die erste urkundliche Erwähnung ist aus dem Jahr 1219. In einer Urkunde, die Graf Heinrich von Sayn damals für das Kloster Sayn ausstellte, wird Emelricus de Rembach (Emel von Rimbach) als Zeuge benannt. Rimbach war zu der Zeit Sitz einer Familie die dem niederen Adel angehörte. 1391 findet sich in Köln einen Johann von Rymbach im Gefolge des Peter von Mauel, 1393 bezeugte ein Ludwig von Rimbach eine Urkunde in Siegburg. 1402 lag ein Scheilge von Rimbach in Fehde mit der Abtei in Siegburg. Später sind die Herren von Rimbach wohl nach Siegburg und Köln abgewandert und haben den Namen anderer Besitzungen angenommen. Der 1503 im Waldgeding von Hilgenroth erwähnte Rimbacher Besitz von 1½ Huben und die dortigen Schweinrechte unterstreichen die Bedeutung der Rimbacher. Eine besondere Stellung erhielt Rimbach auch als Standort einer herrschaftlichen Mühle, die bereits 1425 und 1470 belegt ist. In Rimbach waren auch tüchtige Zimmerleute. Davon zeugt der Fachwerkbau an der Birnbacher Kirche, den Jörg von Rimbach 1686 ausführte.
Von Oberirsen, das bis in das 17. Jahrhundert oft auch nur Irsen genannt wurde, stammten die ersten schriftlichen Nachrichten aus dem Zeitraum von 1426 bis 1430. Im Mirakelbuch von Hilgenroth wurden in dieser Zeit Goitze, Theil und Mezea aus (Ober)irsen als Spender eingetragen. 1450 wird das Dorf Oberirsen auch urkundlich erwähnt. 1519 wird es erstmals als Ouerirsen (Oberirsen) bezeichnet. 1709 befindet sich in Oberirsen eine Ölmühle.
Marenbach wurde erstmals nach 1450 aber vor 1488 im Nekrolog des Klosters Marienstatt genannt. 1508 wurde Marenbach auch als Ort urkundlich erwähnt. In den älteren Urkunden wurde das Dorf meist Mardelbach geschrieben.
Schwer zu leiden hatten die Dörfer zu allen Zeiten unter den Kriegslasten. Durch die Nähe der alten Heerstraße kamen Kriegsvölker in die Dörfer und plünderten sie aus. Im Dreißigjährigen Krieg sind Im Grund mindestens sieben Häuser vernichtet worden, wie aus den verschiedenen Feuerstellenlisten zu entnehmen ist.
Seit 1756 ist für die Dörfer Oberirsen, Rimbach und Marenbach eine Schule eingerichtet, in der 1804 auch Sonntagsschule gehalten wurde. 1971 wurde die Schule aufgelöst und das Gebäude verkauft. 1923 wurden die Dörfer an das Stromnetz angeschlossen.

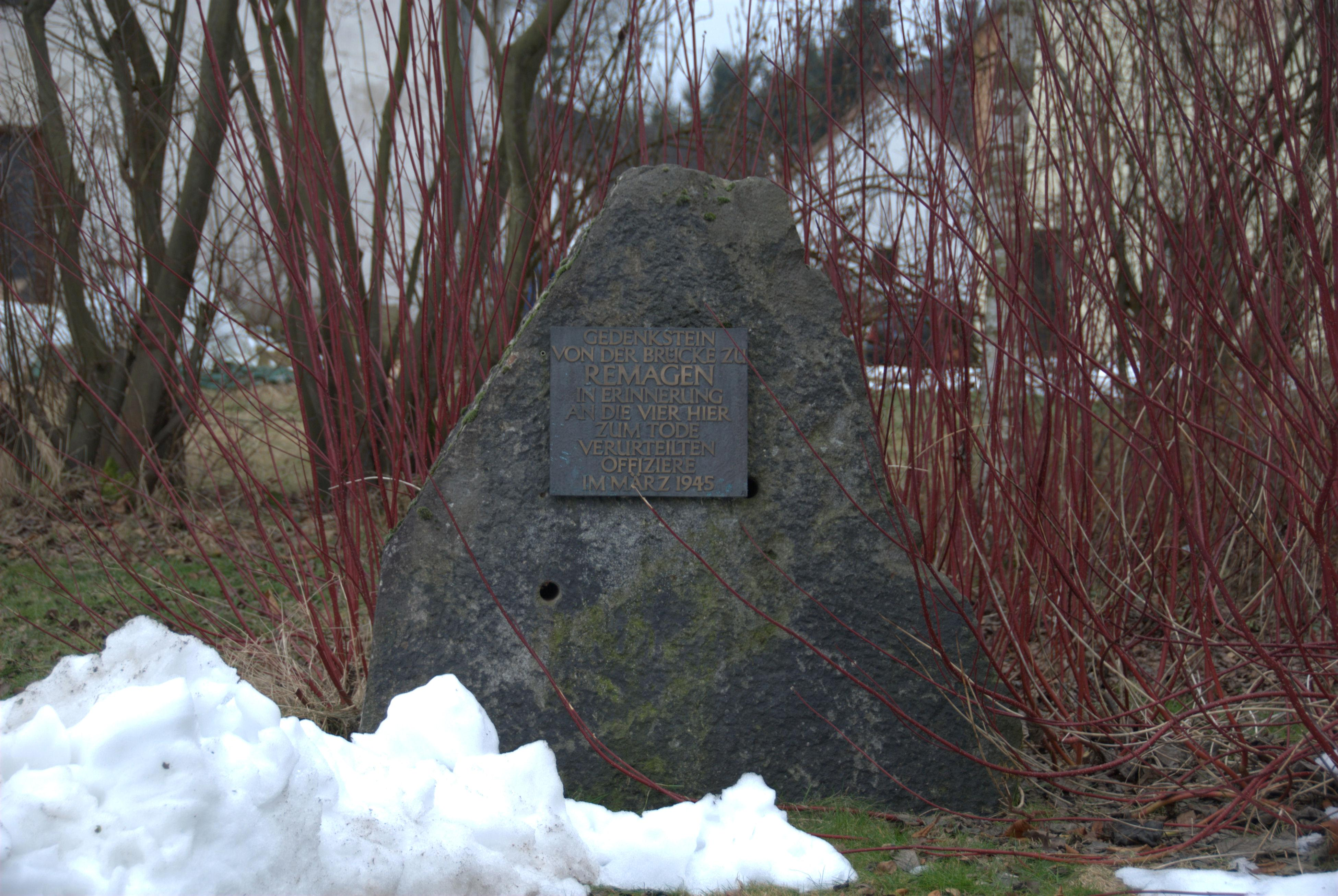
Gedenkstein zur Erinnerung an die vier hier im März 1945 zum Tode verurteilten Offiziere

Im März 1945 wurden in Oberirsen und Rimbach die Todesurteile über die vier Offiziere Major Herbert Strobel, Major August Kraft, Major Hans Scheller und Oberleutnant Karl-Heinz Peters der Wehrmacht gefällt und vollstreckt, weil die Sprengung der Ludendorff-Brücke bei Remagen misslang. Der fünfte Mitangeklagte, Hauptmann Wilhelm Bratge, wurde in Abwesenheit zum Tode verurteilt. Er war zum Zeitpunkt der Verurteilung bereits in amerikanischer Kriegsgefangenschaft. Das Fliegende Standgericht West wurde durch Führererlass angeordnet. Der Vorsitzende des Standgerichtes war Generalleutnant Rudolf Huebner und die Beisitzer waren Oberleutnant d.R. Paul Penth, ehemaliger Bürgermeister von Bad Hönningen, sowie Oberstleutnant Anton Ehrnsperger. Drei der zum Tode verurteilten Offiziere liegen auf der Kriegsgräberstätte in Birnbach (Koordinaten: 50° 42′ 22,5″ N, 7° 35′ 11,8″ O) begraben.
Am 1. Mai 1969 wurden die beiden bis dahin selbständigen Gemeinden Marenbach und Rimbach eingemeindet, mit Beschluss der Bezirksregierung Koblenz vom 8. April 1969. Die erste Neuwahl der Gemeindevertretung von Oberirsen erfolgte mit den allgemeinen Kommunalwahlen am 8. Juni 1969.
Bevölkerungsentwicklung
Die Entwicklung der Einwohnerzahl von Oberirsen bezogen auf das heutige Gemeindegebiet; die Werte von 1871 bis 1987 beruhen auf Volkszählungen: Die Entwicklung der Einwohnerzahlen 2016, 2017, 2018, 2019 und 2021 beruhen auf der Gemeindestatistik des jeweiligen Jahres vom 30.06., die im amtlichen Mitteilungsblatt veröffentlicht wurden.
| Jahr | Einwohner |
| ---- | --------- |
| 1815 | 258       |
| 1835 | 352       |
| 1871 | 481       |
| 1905 | 531       |
| 1939 | 474       |

| Jahr | Einwohner |
| ---- | --------- |
| 1950 | 503       |
| 1961 | 504       |
| 1970 | 509       |
| 1987 | 567       |
| 1997 | 664       |

| Jahr | Einwohner |
| ---- | --------- |
| 2005 | 672       |
| 2009 | 661       |
| 2013 | 623       |
| 2016 | 626       |
| 2017 | 612       |

| Jahr | Einwohner |
| ---- | --------- |
| 2018 | 630       |
| 2019 | 616       |
| 2023 | 617       |
| 2021 | 626       |
|      |           |

## Politik

### Gemeinderat
Der Gemeinderat in Oberirsen besteht aus zwölf Ratsmitgliedern, die bei der Kommunalwahl am 9. Juni 2024 in einer Mehrheitswahl gewählt wurden, und der ehrenamtlichen Ortsbürgermeisterin als Vorsitzender.

### Bürgermeister
Tanja Lotz wurde am 12. September 2024 Ortsbürgermeisterin von Oberirsen. Bei der Direktwahl am 9. Juni 2024 war sie als einzige Bewerberin mit 78,4 % für fünf Jahre gewählt worden.
Die bisherigen Bürgermeister der Ortsteile:
| Oberirsen | Marenbach                                                                                         | Rimbach                                                         |
| --- | ------------------------------------------------------------------------------------------------- | --------------------------------------------------------------- |
| • 1949 bis 1960 – Heinrich Bischoff • 1960 bis 1974 – Ewald Schumacher • 1974 bis 1994 – Heinrich Ochsenbrücher • 1994 bis 2024 – Wilfried Stahl • 2024 bis heute – Tanja Lotz | • 1946 bis 1963 – Heinrich Berger • 1963 bis 1968 – Heinrich Hassel • 1968 bis 1969 – Karl Nickel | • 1946 bis 1960 – Otto Schumacher • 1960 bis 1969 – August Kolb |

In den Protokollbüchern ist zu ersehen, dass der Bürgermeister Wilhelm Raiffeisen während seiner dreijährigen Dienstzeit in Weyerbusch an 7 Sitzungen in Oberirsen und an 8 Sitzungen in Rimbach teilgenommen hat.

### Wappen
Blasonierung: Gespalten und mit drei flachen Spitzen geteilt, vorne in Rot ein blaubewehrter und –gezungter goldener herschauender Löwe mit doppeltem Schwanz, hinten oben in Silber ein schwarzes Mühlrad, vorne unten in Gold drei blaue Wellenbalken und hinten unten in Grün eine goldene Korngarbe mit drei Ähren.
Begründung: Oberirsen führt seit August 2019 ein eigenes Wappen. Das Wappen hebt durch die Teilung des Schildes mit drei Spitzen die Gliederung der Ortsgemeinde in die drei Ortsteile Marenbach, Oberirsen und Rimbach hervor. Überdies werden dadurch symbolisch Hügel und Täler und damit die geographische Lage in einer markanten Senke im Westerwald angedeutet. Einer landläufigen Bezeichnung zufolge liegen die drei Ortsteile im Grunde dieser Senke. Der Löwe mit doppeltem Schwanz ist das Wappentier der Grafen von Sayn. Das Mühlrad steht für die Rimbacher Mühle. Die drei Wellenbalken symbolisieren die drei durch die Ortsgemeinde fließenden Bäche: den Marenbach, den Rimbach und den Scharfenbach. Die drei gebundenen Kornähren stehen zum einen als Symbol für die Westerwälder Landwirtschaft, zum anderen durch die zusammengebundene Garbe für den Zusammenschluss der drei landwirtschaftlich geprägten Gemeinden zu einer einzigen Ortsgemeinde. Die Farbgebung bringt die territoriale Zugehörigkeit der Ortsgemeinde Oberirsen und ihrer Ortsteile im Laufe ihrer Geschichte zum Ausdruck. Das integrierte Wappen der Grafen von Sayn mit dem goldenen Löwen auf rotem Grund bezieht sich auf die Grafschaft Sayn und die Grafschaft Sayn-Hachenburg. Der territoriale Bezug zu Nassau wird durch die blauen Wellenbalken auf goldenem Grund, den Wappenfarben Nassaus, hergestellt. Das schwarze Mühlrad auf silbernem Grund steht für die preußischen Farben. Die Wappenfarben der preußischen Rheinprovinz (Grün, Silber und Schwarz) sind zudem unter Einbeziehung des grünen Feldes ebenfalls aufgenommen und betonen so nochmals die langwährende Einbindung der drei Ortsteile in die Rheinprovinz. Darüber hinaus ergibt sich durch die gewählten Farben des Wappens aus dem schwarzen Mühlrad, dem roten Feld und dem goldenen Feld wie dem goldenen saynischen Löwen selbst eine Kombination aus Schwarz, Rot und Gold. Daraus entsteht ein symbolischer Bezug zu den Farben der Landesflagge von Rheinland-Pfalz sowie zu den Farben der Bundesflagge der Bundesrepublik Deutschland. Die grüne Farbgebung im unteren Teil steht überdies symbolisch für die Felder und Wälder in Oberirsen und mithin für die Landwirtschaft und die Forstwirtschaft in der Ortsgemeinde und deutet dadurch erneut die Lage im Westerwald an.

## Vereine
- Am 18. März 1966 wurde, in der damals noch bestehende Gaststätte „Auf der Heide“ in Marenbach, der Schützenverein „Im Grunde“ gegründet.[13]
- Im Jahr 1972 wurde der Fußballhobby-Club (FHC) Oberirsen e. V. gegründet.[14] Der FHC richtet Fußballturniere aus und gehört mit seinem Vereinsleben zur Ortsgemeinde und trägt zum Beispiel mit der Ausrichtung der Feier in den Mai zur Gemeinschaft in der Ortsgemeinde bei.
- Am 15. November 1904 wurde in Rimbach der Männergesangverein (MGV) „Im Grunde“ gegründet. Der MGV und Gemischter Chor „Im Grund“ Oberirsen stellte zu Beginn des Jahres 2014 seine sängerische Tätigkeit ein und löste sich nach 110 Jahren auf.